# خضر أباد (كوهسرخ)
خضر أباد هي قرية في مقاطعة كوهسرخ، إيران. يقدر عدد سكانها بـ 223 نسمة بحسب إحصاء 2016.